# Гайново (Кімрський район)
Гайново (рос. Гайново) — присілок в Кімрському районі Тверської області Російської Федерації.
Населення становить 24 особи. Входить до складу муніципального утворення Горицьке сільське поселення.

## Історія
Від 2005 року входить до складу муніципального утворення Горицьке сільське поселення.

## Населення
| 1859 | 1887 | 2002 | 2008 | 2010 |
| ---- | ---- | ---- | ---- | ---- |
| 206  | ↗264 | ↘36  | ↘28  | ↘24  |